# 북부메뚜기쥐
북부메뚜기쥐(Onychomys leucogaster)는 비단털쥐과에 속하는 설치류의 일종이다. 서스캐처원주 중부와 워싱턴 중부 지역부터 멕시코 북동부 타마울리파스주에 이르는 북아메리카 대부분의 지역에 걸쳐 분포한다. 작은 키의 풀이 자라는 초원과 사막 산쑥 지대, 모래 서식지에서 발견된다.